# Black Messiah
Black Messiah es una banda de metal alemana fundada en 1994.

## Historia
La banda empezó con un estilo de black metal, aunque el género de las canciones de Black Messiah pasó a ser Viking metal con el lanzamiento del álbum Oath of a Warrior. Posteriormente la banda firmó con la discográfica AFM Records, con la cual la banda lanzó sus cuatro últimos álbumes hasta el momento. Los temas escogidos por la banda en sus canciones son la mitología y la batalla.

## Miembros

### Miembros actuales
- Zagan – Vocalista, guitarra, violín, mandolina
- Meldric – Guitarra líder
- Frangus– Guitarra
- Agnar – Piano
- Garm – Bajo
- Mike 'Brööh' Bröker - Batería

### Otros miembros
- Zoran Novak – Guitarra
- Surthur - Batería
- Frohnleichnam - Guitarra
- Drahco - Bajo
- Niörd - Bajo
- Evgeniy "Nabahm" Shestopalov - Batería
- Reverend Heidenbluth - Batería
- Hrym - Piano

## Discografía

### Álbumes
- Sceptre of Black Knowledge (1998)
- Oath of a Warrior (2005)
- Of Myths and Legends (2006)
- First War of the World (2009)
- The Final Journey (2012)
- Heimweh (2013)
- Walls of Vanaheim (2017)

### Demos
- Southside Golgotha (1995)
- Demo 2001 (2001)
- Roughmix 2004 (2004)
- Futhark (2004)